# The Amy Fisher Story
The Amy Fisher Story is een film naar een waargebeurd verhaal uit 1993 onder regie van Andy Tennant.

## Verhaal
Amy Fisher is een ongelukkige dochter van een rijke man. Ze krijgt alles wat haar hart begeert, behalve liefde. Dat zoekt ze echter bij de 36-jarige getrouwde vader Joey Buttafuoco. Toch is ze voor hem niets meer dan een minnares. Wanneer ze erachter komt dat wat haar in de weg staat, zijn vrouw Mary Jo is, wil ze haar uit de weg hebben om Joey helemaal voor zichzelf te hebben. Op 19 mei 1992 schiet ze Mary Jo neer. Zij overleeft en Amy staat een harde rechtszaak te wachten.

## Rolverdeling
| Acteur               | Personage          |
| -------------------- | ------------------ |
| Drew Barrymore       | Amy Fisher         |
| Anthony John Denison | Joey Buttafuoco    |
| Harley Jane Kozak    | Amy Pagnozzi       |
| Tom Mason            | Eric Naiburg       |
| Laurie Paton         | Mary Jo Buttafuoco |
| Ken Pogue            | Elliot Fisher      |

Keep the Change (1992) · Desperate Choices: To Save My Child (1992) · The Amy Fisher Story (1993) · It Takes Two (1995) · Fools Rush In (1997) · Ever After (1998) · Anna and the King (1999) · Sweet Home Alabama (2002) · Hitch (2005) · Fool's Gold (2008) · The Bounty Hunter (2010) · Wild Oats (2016) · The Secret: Dare to Dream (2020) · Unit 234 (2024)